# Société Sakala
Pour les articles homonymes, voir Sakala (homonymie).
La Société Sakala (estonien : Korporatsioon Sakala ou estonien : korp! Sakala) est une société d'étudiants  de l'université de Tartu fondée le 14 mars 1909. 

## Siège
Au cours de ses 100 années d'existence, le bâtiment a accueilli diverses institutions gouvernementales et militaires et, pendant longtemps, une école d'art, en plus de la corporation étudiante. 
Depuis 1995, le bâtiment appartient à nouveau à l'Association des anciens de Sakala.
Le bâtiment de la société, avec un sous-sol et un grenier, a une superficie totale de plus de 900 mètres carrés.
Le bâtiment de la société à Tartu a été conçu par Armas Lindgren et Wivi Lönn.